# 2024年金門縣議會議長洪允典罷免案
台灣中國國民黨籍政治人物洪允典，在金門縣議長任內被議會內議員依《地方制度法》程序提起罷免案。此次罷免於2024年9月9日舉行，是台灣1999年《地方制度法》立法以來首次成案的議長罷免案。
此次罷免因出席人數不足而流會，罷免失敗。依《地方制度法》規定，洪允典續任議長，在他此屆議長任期內不得再對其發起罷免。

## 背景
洪允典在2018年當選金門縣議長，在2022年連任，是金門縣首位連任的議長。在其任內，其被指控出現公器私用、妻子干政等行為，被批評為「土皇帝」。
而原先支持議長的議員楊育菡因案解職，遞補的吳佩雯不是議長派，故非議長派開始醞釀罷免議長。

## 投票制度
《地方制度法》第46條規定，若要罷免議長，需有三分之一議員向內政部連署。內政部收案後需在7日內核對並將罷免案副本送縣（市）議會轉被罷免人答辯。收案後25日內議會需進行罷免投票，採記名投票。
罷免投票的通過門檻必須同時符合以下兩條件：
1. 議員總額過半數出席
2. 出席總數三分之二同意

## 罷免案日程
| 日期          | 事項       |
| ------------- | ---------- |
| 2024年8月21日 | 罷免案提案 |
| 2024年9月3日  | 罷免案成案 |
| 2024年9月9日  | 投票、開票 |

## 投票結果
投票當日，僅有8名議員出席，6名議員簽到。由於人數不足法定所需，副議長歐陽儀雄宣布散會，此次會議流會，罷免失敗。
|          |          | 個數           | 選舉人數％     |
| 選舉人數 | 選舉人數 | 19             | 100.00         |
| 門檻票數 | 門檻票數 | 7              | 36.84          |
| 簽到人數 | 簽到人數 | 6              | 31.57          |
| 結果     | 結果     | 人數不足，流會 | 人數不足，流會 |